# Irredentismo polaco

Mapa de la "Gran Polonia" promocionado por los nacionalistas polacos.Este mapa incluye Polonia,la zona del Kresy(En Ucrania,Bielorrusia y Lituania) y la Silesia de Cieszyn(parte de la República Checa)

Irredentismo polaco, o Gran Polonia, es un término aplicado a ciertas corrientes dentro de nacionalismo polaco. En cierto sentido, se refiere al ámbito territorial de los polacos, enfatizando la etnia de aquellos polacos que viven fuera de Polonia. En el sentido político, el término se refiere a una creencia irredentista en la equivalencia entre el ámbito territorial del pueblo polaco y el del Estado polaco. 

## Fondo histórico

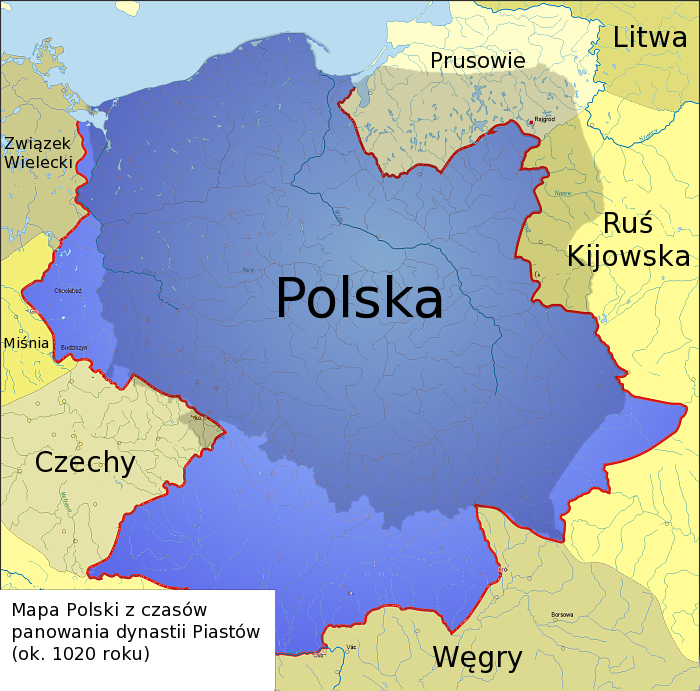
Mapa de Polonia de principios del siglo XI muestra las tierras polacas separadas por los territorios de La Rus de Kiev y Antigua Prusia.
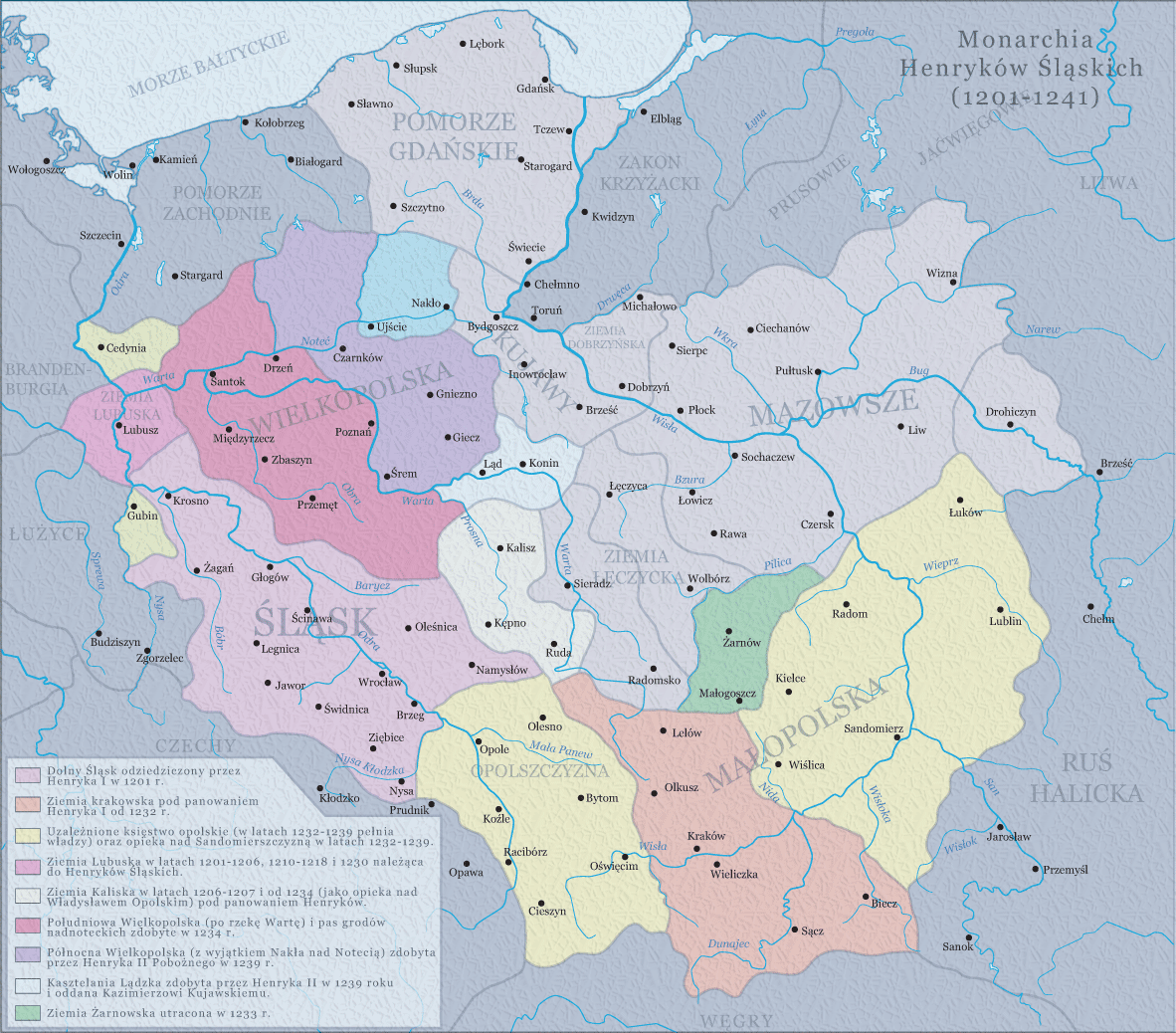
Mapa de Polonia en la primera mitad del siglo XIII
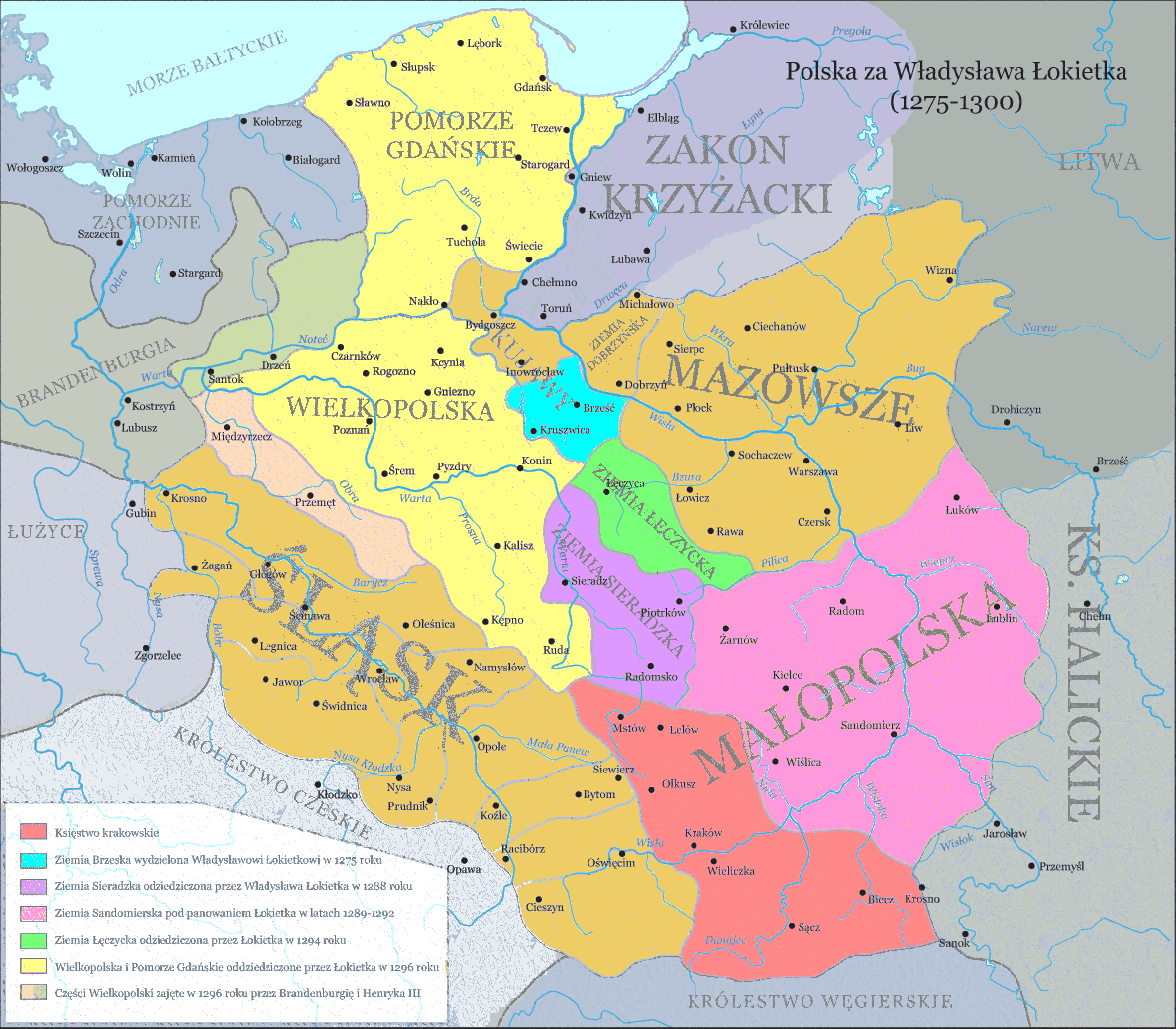
Mapa de Polonia con visible frontera polaco-lituana
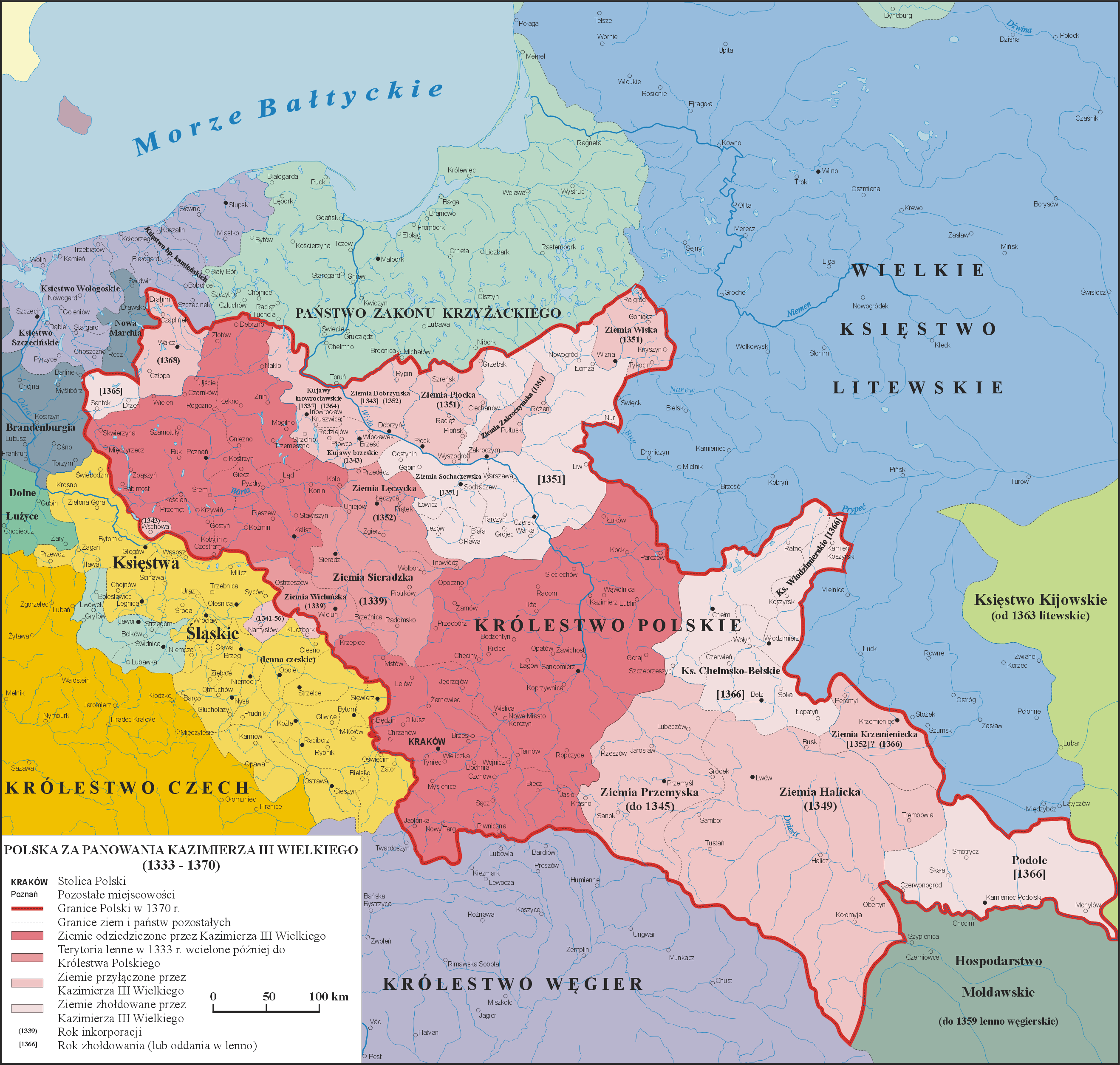
Mapa de Polonia alrededor de 1333-1370, en rosa
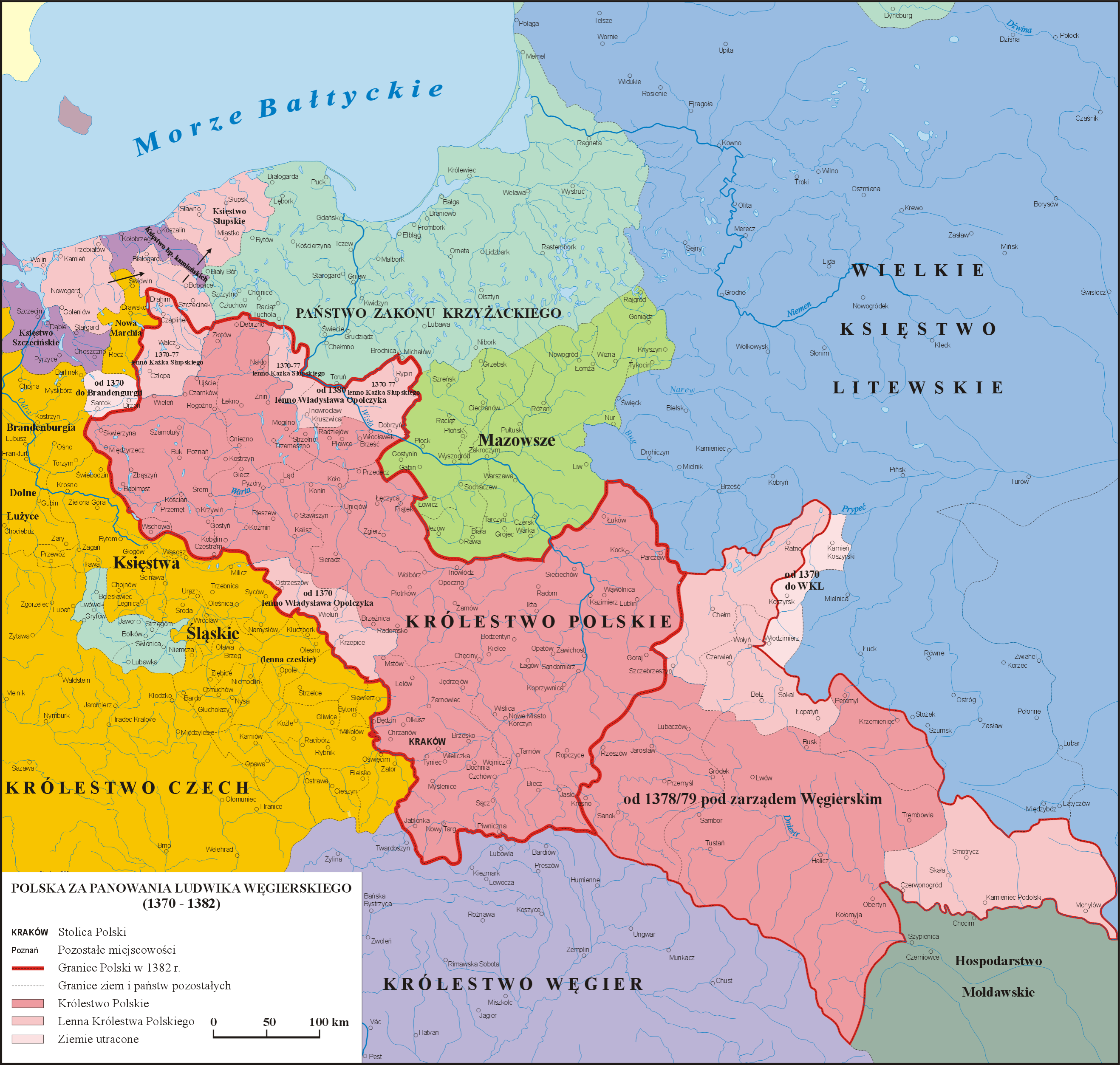
Mapa de Polonia alrededor de 1370-1382, en rosa
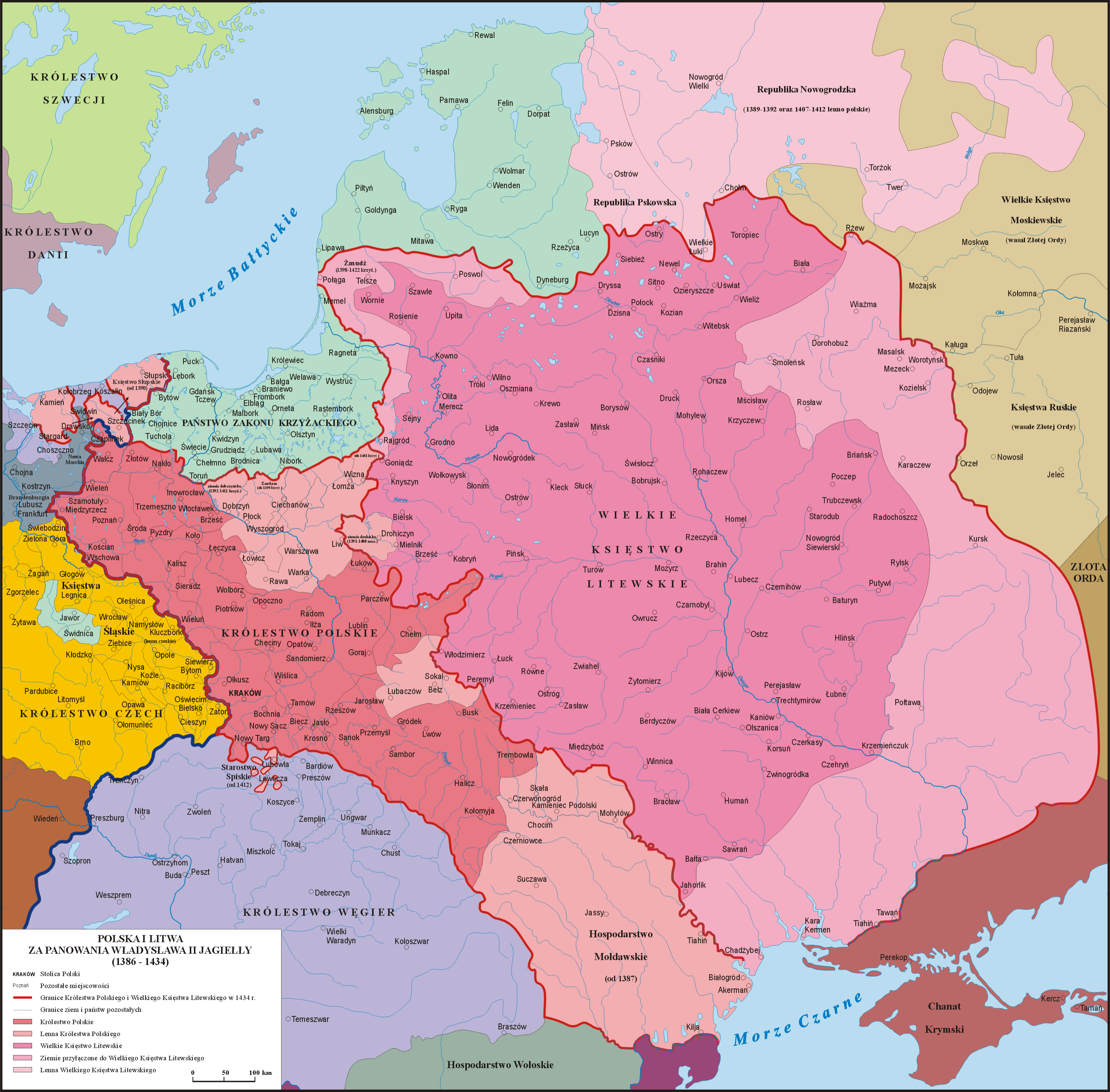
Mapa de Polonia alrededor de 1386-1434, en rosa
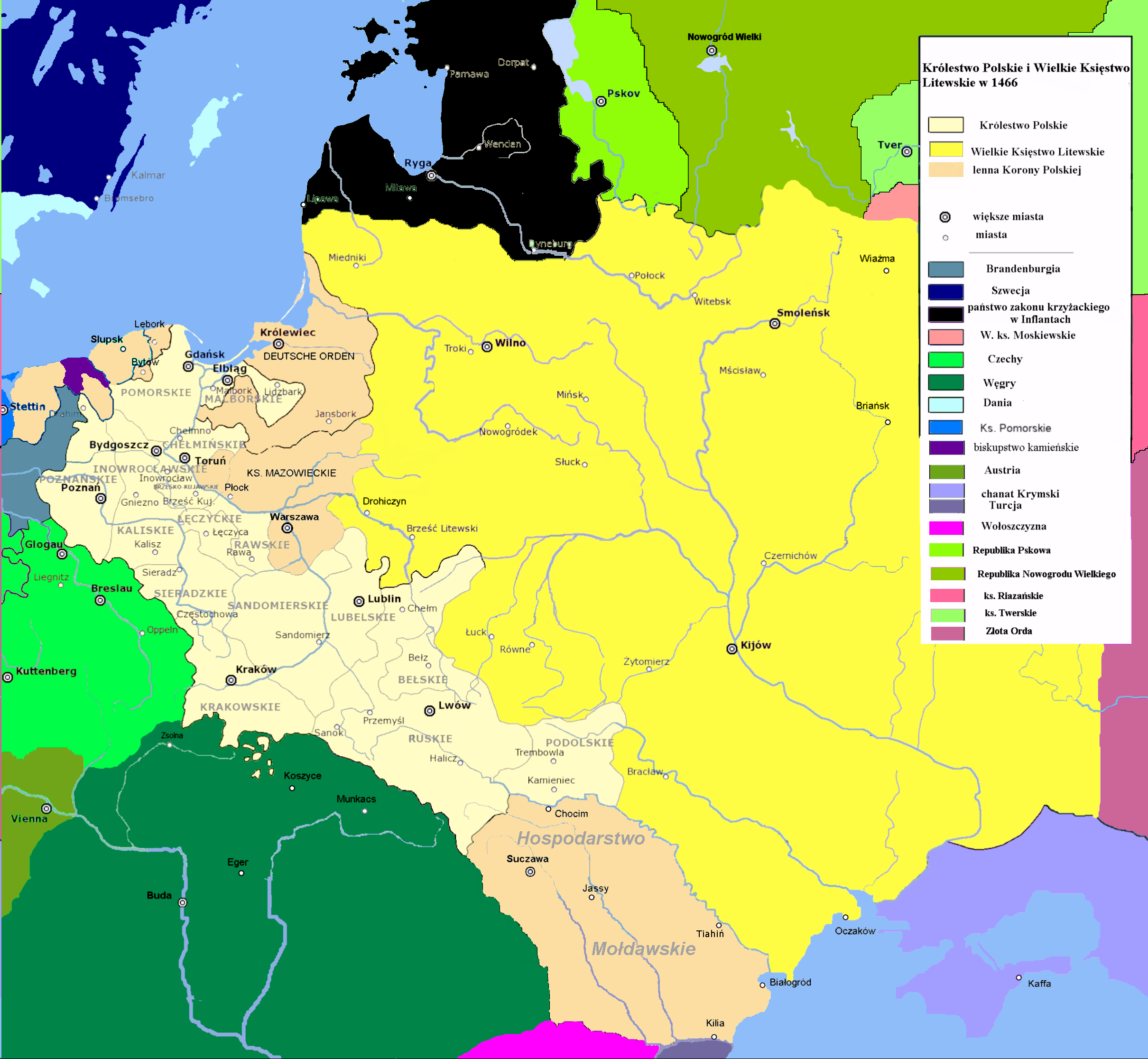
Mapa de Polonia alrededor de 1466
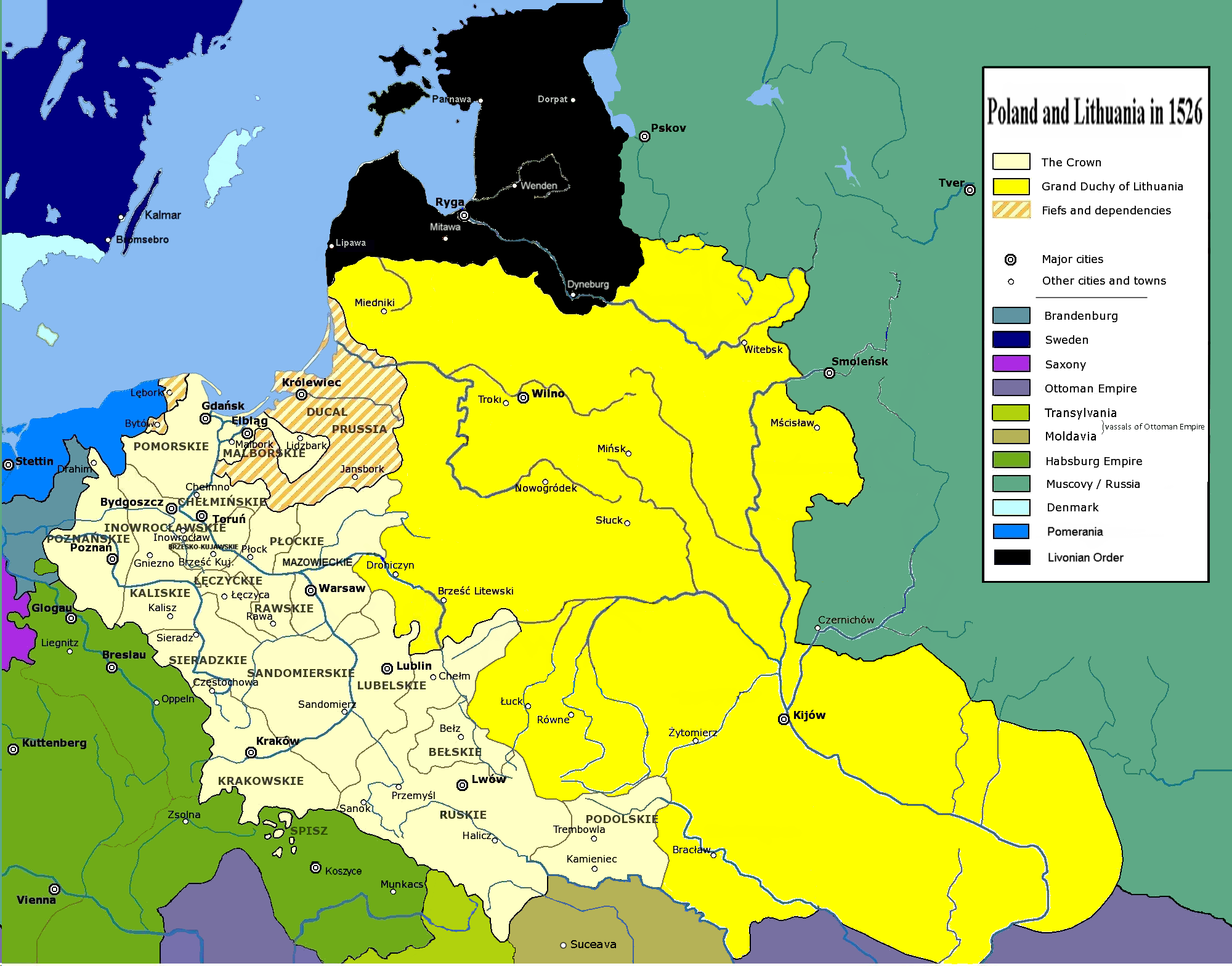
Mapa de Polonia alrededor de 1526
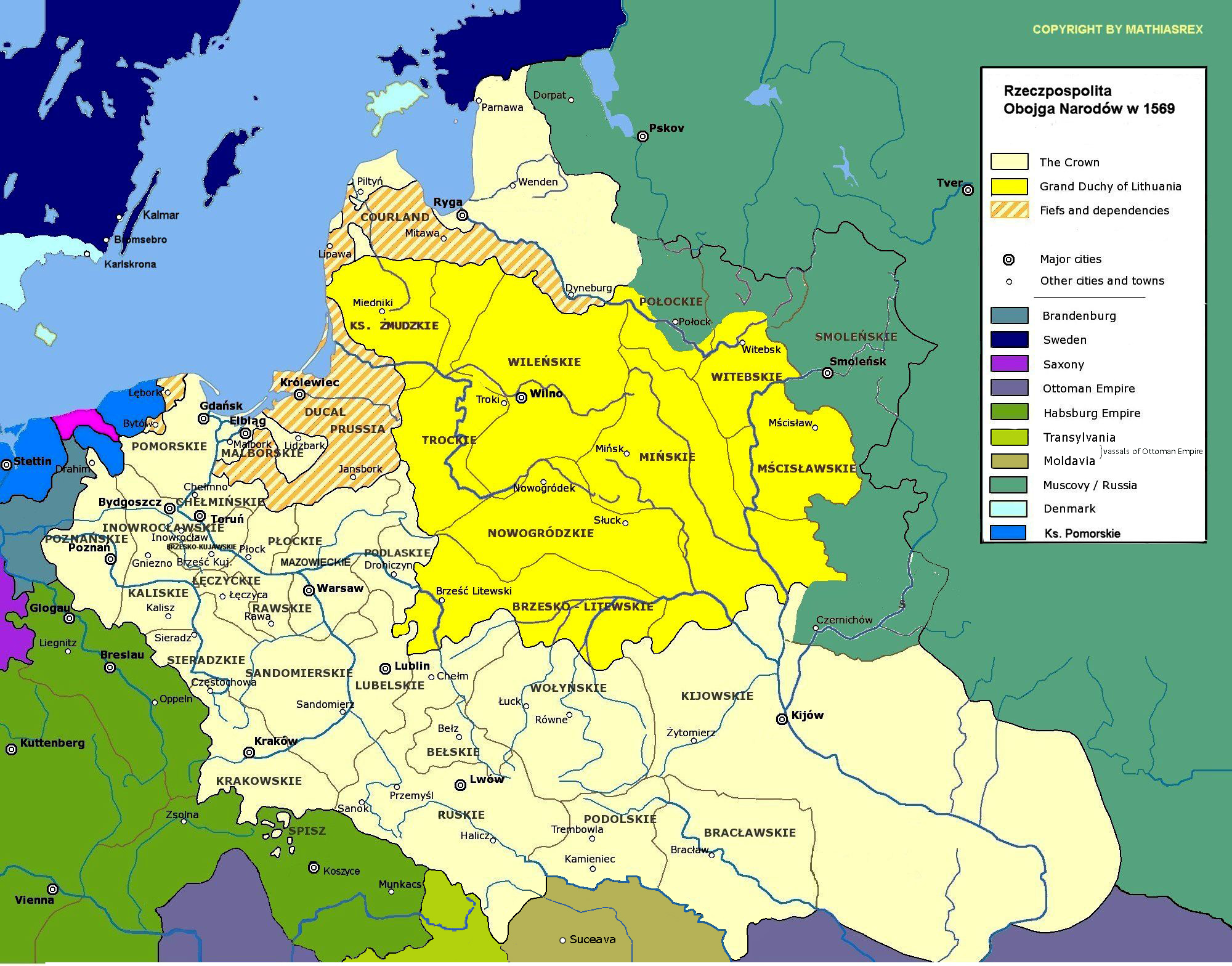
Mapa de la Mancomunidad polaco-lituana después de su formación en 1569, con la frontera visible entre Polonia y Lituania. Los territorios ucranianos fueron transferidos bajo el control administrativo de la Corona de Polonia.

## Irredentismo del

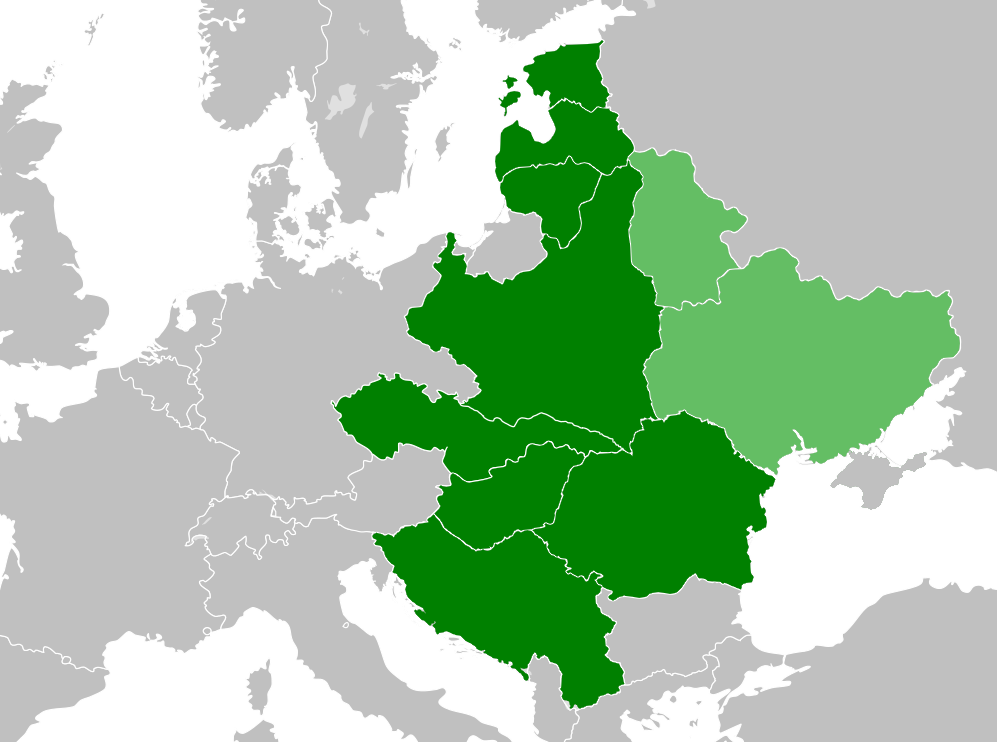
Intermarium El concepto propuesto por Józef Piłsudski.

## Irredentismo delsigloXX

### Intermarium
Algunos de los primeros irredentistas incluyen en esta a Józef Piłsudski, quien inició el concepto del Intermarium, el cual buscó crear un estado independiente unido en Europa Central que podría detener el imperialismo alemán y ruso y revivir la antigua Mancomunidad Polaco-Lituana. Trabajó con varios polacos e incluso ucranianos, bielorrusos, lituanos, checoslovacos y rumano-moldavos para promocionar la idea. De esta forma,se convertía de manera no oficial en el primer irredentista polaco moderno.
Desafortunadamente, su plan propuesto afrontó hostilidades sin precedentes. Los ucranianos, checos y lituanos, en particular, no apoyaron el proyecto y considerarón parte del imperialismo polaco. La Entente era muy crítica y no confiaban en Piłsudski, así como desestimaron las amenazas bolcheviques. Mientras tanto, los rusos soviéticos lo vieron como una amenaza para su agenda y prometieron frustrarlo. Incluso entre los principales irredentistas polacos como Roman Dmowski, que también buscaba expandir el territorio polaco, no apoyo la idea, ya que su idea era polonizar a toda la población dentro de las fronteras polacas. Erupciones de la guerra polaco-ucraniana, guerra polaco-checoslovaca, guerra polaco-lituana y guerra polaco-soviética, de los qué Polonia anexionó muchos territorios, incluyendo Vilna capital de Lituania, abolló cualquier esperanza para una posible federación Intermarium, incluso después de que Piłsudski derrocó el gobierno civil en 1926.

### Anexión de Zaolzie y 2º Guerra Mundial

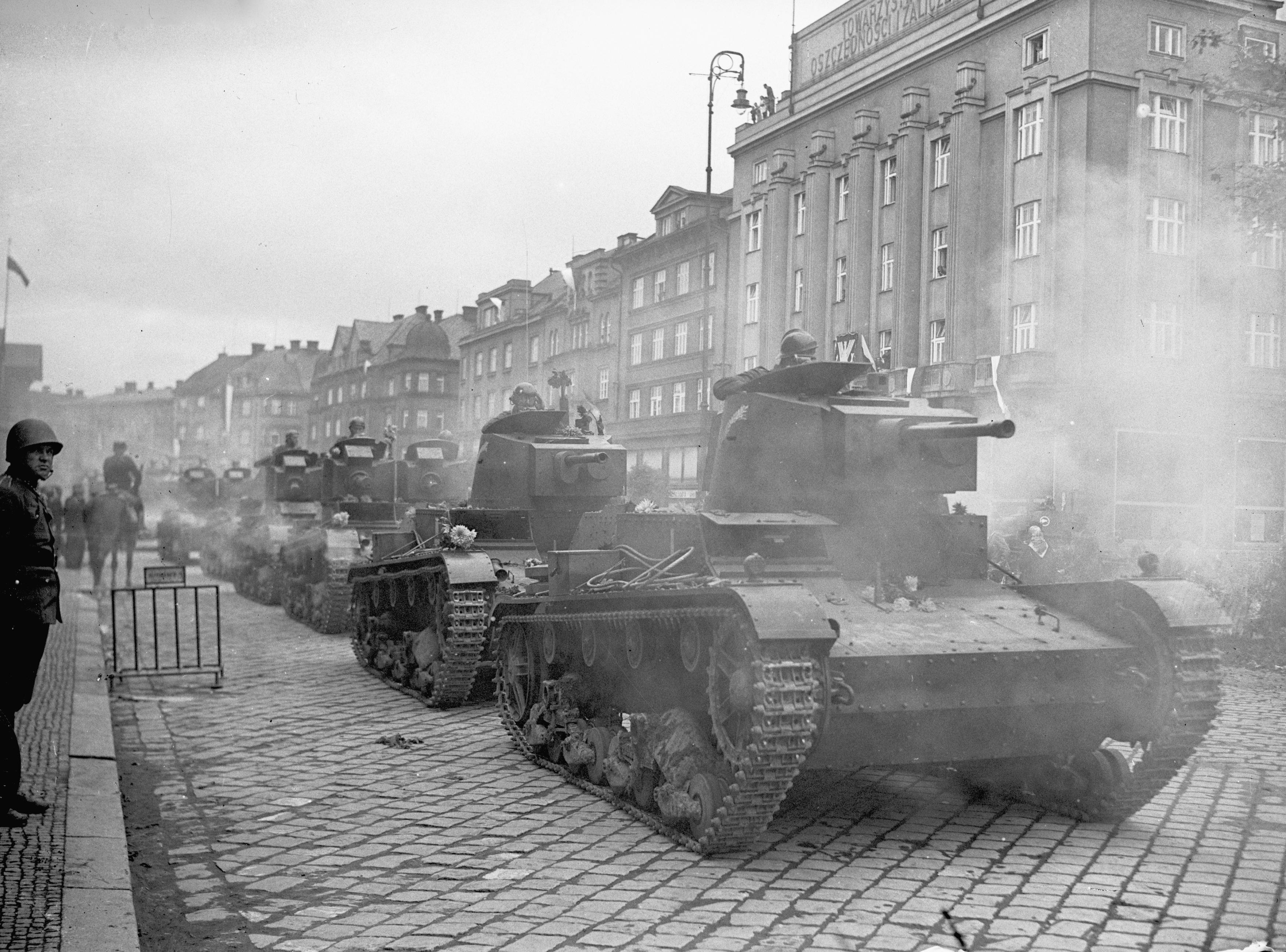
El ejército polaco entrando en Český Těšín (Czeski Cieszyn) en 1938

En 1938, Polonia se aprovechó del creciente irredentismo alemán nazi en Checoslovaquia y anexó Zaolzie al territorio polaco. La anexión de Zaolzie fue justificada por Polonia para proteger a su minoría polaca, pero fue fuertemente criticada en Checoslovaquia como una señal del irredentismo polaco en curso. Con el aumento de las tensiones, el movimiento irredentista polaco se fortaleció. Sin embargo, se detuvo en 1939 después de una invasión conjunta a Polonia por parte de la Alemania nazi y la Unión Soviética. Minorías como ucranianos, lituanos y alemanes habían aprovechado la oportunidad para exigir la secesión de Polonia, lo que permitió frecuentes conflictos étnicos entre polacos y minorías. Estos conflictos intensificaron aún más el crecimiento del irredentismo polaco y resultaron en numerosas masacres a lo largo de la Segunda Guerra Mundial con el fin de restaurar el territorio fronterizo polaco, la más infame de todas fueron las masacres de polacos en Volinia y el este de Galicia que habían dañado gravemente el movimiento irredentista polaco. Tanto los alemanes como los soviéticos intentaron debilitar el irredentismo entre los polacos y asegurarse de que Polonia no pudiera resurgir, cometiendo masacres como la masacre de Katyń. Finalmente, con Polonia completamente destruida después del final de la Segunda Guerra Mundial, la Unión Soviética adquirió la totalidad de la región de Kresy y trazó la frontera polaca a Kresy occidentales como parte de los Territorios Recuperados.

### Control soviético
Durante la era de la República Popular Polaca, debido a la censura y represión comunista, el irredentismo perdió su lugar oficial, un legado de la política de Iósif Stalin hacia Polonia. Para la población polaca, estos métodos represivos utilizados por los soviéticos hicieron que el irredentismo polaco volviera a la vida polaca, y los rusos y sus aliados (ucranianos, lituanos y bielorrusos) robaron muchos medios de vida polacos en la región de Kresy. Muchos polacos en estos territorios recuperados a menudo mencionaron su sueño de regresar al este, y una cita fue ampliamente mencionada: "Solo una bomba atómica, y volveremos a Lwów" (Jedna bomba atomowa i wrócimy znów do Lwowa). El irredentismo polaco se vio reforzado por las dolorosas pérdidas que sufrió Polonia durante la Segunda Guerra Mundial y cómo los soviéticos se la robaron. Las autoridades comunistas hicieron poco para mejorarlo, ya que la acusación de colaboración entre el público polaco hacia el régimen comunista era fuerte y temía que el irredentismo polaco pudiera traer una perspectiva peligrosa en sus relaciones con la poderosa Unión Soviética. El irredentismo continuó siendo reprimido en la Polonia comunista hasta su colapso en 1989.

## Irredentismo polaco moderno
Desde la caída del régimen comunista, el irredentismo polaco no resurgió de inmediato, ya que los polacos estaban preocupados por intentar reconstruir el país después de décadas bajo el sufrimiento del régimen comunista. La exitosa transición económica de Polonia de una economía centralizada a una economía orientada al mercado garantizó la adhesión del país a la Unión Europea en 2004.

### Ucrania
Sin embargo, una serie de conflictos políticos no deseadas en la década de 2010 llevaron al renacimiento del irredentismo polaco, a raíz del creciente sentimiento nacionalista. Tras el estatus de héroes nacionales de Ucrania para los miembros de la OUN, Stepan Bandera y Román Shujévych, en Polonia, hay llamamientos para reclamar Leópolis y Galitzia de Ucrania, culpando a Rusia de robar Ucrania a Polonia, mientras rechazan la noción de que Polonia era un imperio. Ha recibido críticas de Ucrania y, en ocasiones, ha provocado guerras de desinformación que han afectado a sus relaciones.

### Vilna
El irredentismo polaco también provocó controversia con respecto a las reclamaciones históricas polacas de Vilna, la actual capital de Lituania, con la idea de que, dado que la ciudad era parte de Polonia, databa de la Mancomunidad Polaco-Lituana hasta incluso la Segunda República Polaca.

### Bielorrusia
El sentimiento irredentista de los nacionalistas polacos también atrae su deseo hacia Bielorrusia, dado el estrecho vínculo cultural histórico de Bielorrusia con Polonia. En Polonia también se cree que el alfabeto cirílico actual de Bielorrusia era en realidad un alfabeto cirílico polaco inventado por los rusos para distanciar a los bielorrusos de los polacos.  Los irredentistas polacos también organizaron una marcha en Hajnówka, una ciudad polaca con una población bielorrusa dominante.  Sin embargo, la reclamación recibe menos intención que la de Ucrania y Lituania.

### Eslovaquia
Al norte de Eslovaquia se hallan dos regiones, Spisz y Orawa, que pertenecieron a la Segunda República Polaca antes de la Segunda Guerra Mundial, muchos irredentistas polacos y húngaros incitan a la partición de Eslovaquia entre ambos países con el fin de recuperar una frontera común.

### Chequia
Muchos irredentistas polacos exigen la vuelta a las fronteras de Polonia de la región de Silesia de Cieszyn y Zaolzie, una pequeña región al noreste de la República Checa habitada mayoritariamente por polacos y silesios.

### Kaliningrado

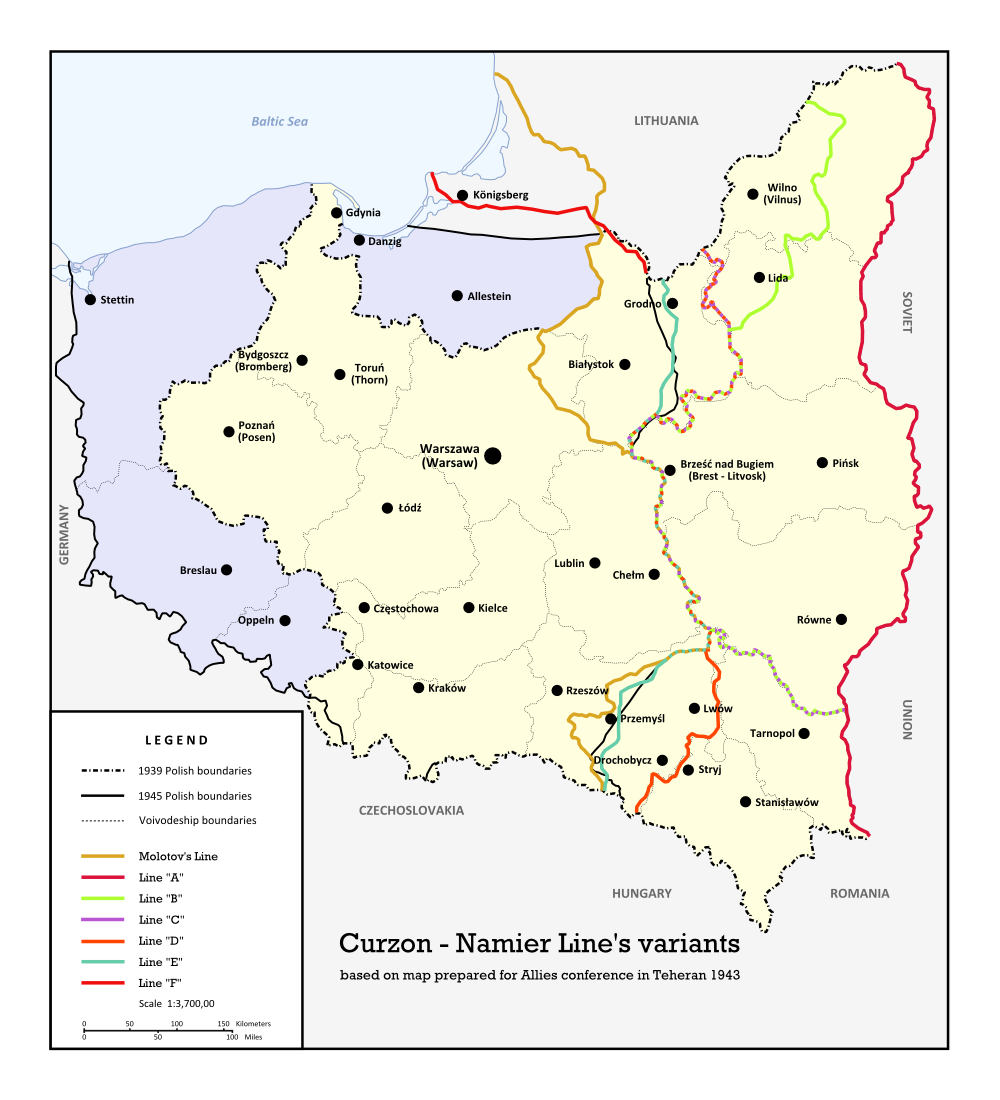
La línea de "Curzon F" propuesta para las fronteras orientales de Polonia proyectaba la nueva frontera polaca justo por debajo de la ciudad de Kaliningrado (Königsberg), repartiendo de esta forma la antigua Prusia Oriental entre Polonia y Lituania.

El Oblast de Kaliningrado o Królewiec es un enclave ruso en la costa del mar Báltico, muchos irredentistas polacos consideran que debería de formar parte de Polonia, con el pretexto de que fue un feudo dependiente polaco en la Edad Media, de que nunca antes perteneció a Rusia, y de esta forma Polonia dejaría de lindar con este país. Una de las propuestas de las fronteras de Polonia después de la IIGM incluían la mitad del actual Oblast de Kaliningrado dentro de sus fronteras.

### Lusacia
Lusacia es una región al este de Alemania, habitada por los sorbios, sorabos o serbolusacianos, una minoría étnica eslava occidental que habla una lengua muy similar al polaco.

### Silesia
Silesia o Alta Silesia es una región polaca con fuerte influencia cultural y lingüística alemana y checa, durante los periodos de entreguerras la región gozaba de autonomía dentro de la II República Polaca, cuyos idiomas oficiales administrativos eran el polaco y el alemán. Los irredentistas polacos niegan cualquier posibilidad de devolver la autonomía a la región de Alta Silesia, también negando el reconocimiento del silesio como un idioma distinto al polaco. A pesar de que muchos silesios manifiestan su diferencia de la nación polaca, los irredentistas polacos los consideran polacos germanizados.